# Flaga Lwówka Śląskiego
Flaga Lwówka Śląskiego – według statutu miasta i gminy Lwówek Śląski jest to trzypasmowa flaga, której kolory to kolejno: żółć, biel i błękit. Dopuszczalny i używany jest wariant flagi z herbem miasta umieszczonym na środku prostokąta.
Flaga Lwówka Śląskiego jest wywieszona przed urzędem gminy jako symbol miasta. Podczas ważnych wydarzeń kulturalnych dla mieszkańców miasta flaga jest wywieszana na lwóweckiej wieży ratuszowej.

## Znaczenie heraldyczne barw

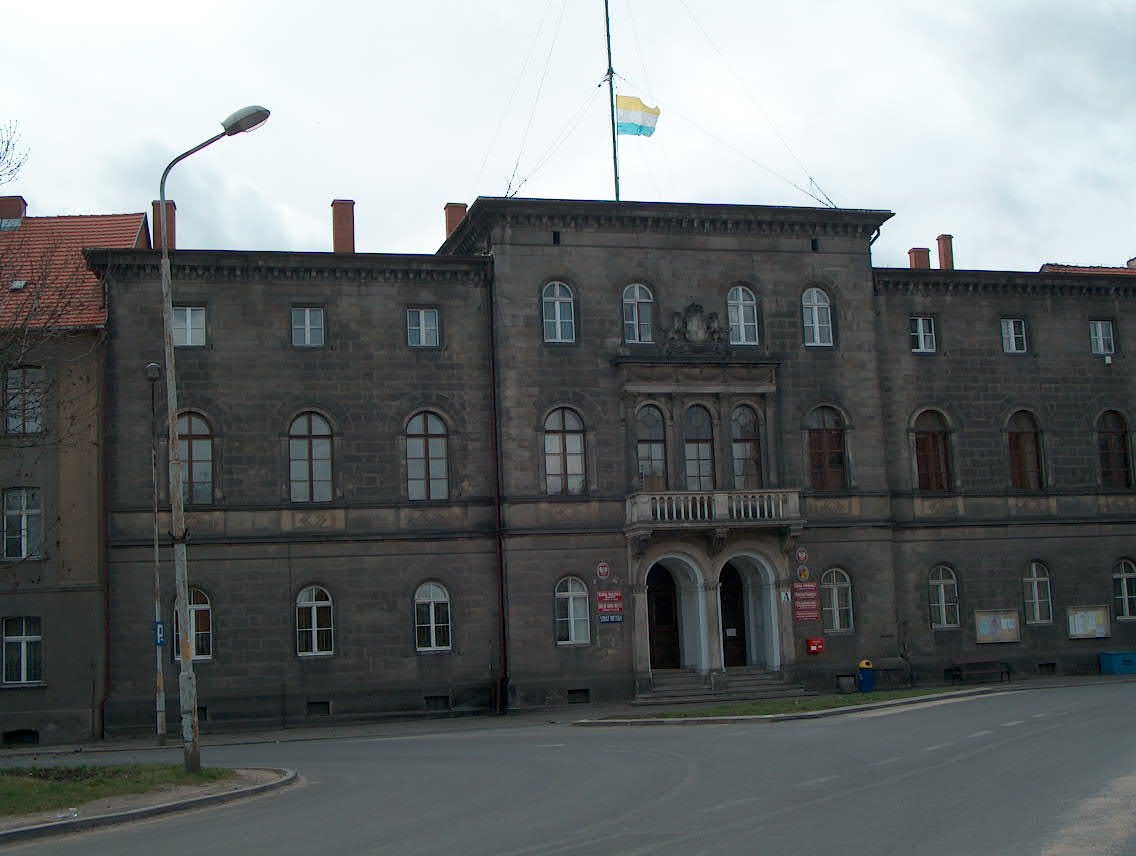
Flaga Lwówka Śl. powiewająca na maszcie Urzędu Miasta i Gminy w Lwówku Śląskim (dawny Pałac Hohenzollernów)

Flaga została zaprojektowana jako prostokątny płat, którego stosunek szerokości do długości wynosi 5:8, podzielony na trzy poziome, równoległe pasy o równej szerokości, z których górny jest żółty, środkowy biały, a dolny błękitny. Kolory te według symboliki tynktury używanej w heraldyce mają następujące znaczenie:
- Koloru żółtego używa się w heraldyce jako reprezentację złota. Symbolizuje wiarę, stałość, mądrość, chwałę, doskonałość.
- Koloru białego używa się w heraldyce jako reprezentację srebra, a w zakresie wartości przedstawia czystość, prawdę, rozsądek, niewinność.
- Kolor niebieski w heraldyce symbolizuje piękno, wzniosłość, pochwałę, majestat, królestwo.
- Kolor czerwony to wspaniałomyślność, hart ducha, waleczność.
- Kolor czarny przedstawia rozwagę, mądrość, stałość, surowość.

## Przed 1945
Na początku XX wieku flaga Lwówka Śląskiego składała się z barw czarnej i białej. W późniejszym okresie, lecz do 1945 roku, flaga Lwówka Śląskiego składała się z barw: czerwonej u góry i białej u dołu.

## Symbolika

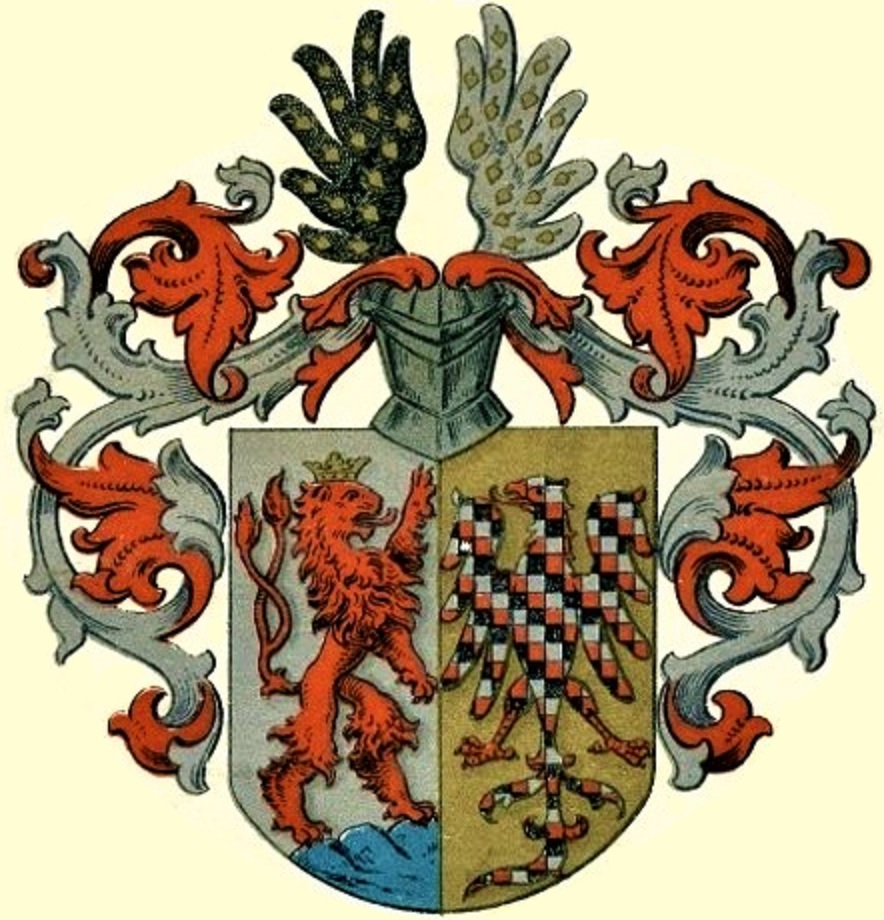
Historyczny herb miasta z 1501 r.
Współczesny herb miasta
Herb miasta przed 1501 r. i w latach 1967-1996

Kolor żółty i biały na fladze Lwówka Śląskiego nawiązuje do historycznego i obecnego herbu Lwówka Śląskiego. Herb Lwówka Śląskiego ma tarczę herbową podzieloną na dwie części. Pole (heraldycznie) prawe jest białe, pole lewe jest żółte. Na fladze kolor żółty znajduje się u góry, a biały pośrodku.
Kolor błękitny na fladze Lwówka Śląskiego jest często błędnie interpretowany przez część mieszkańców miasta jakoby symbolizował rzekę Bóbr. Błękit nawiązuje do dawnego herbu miasta przedstawiającego złotego lwa kroczącego nad bramą białego zamku, który znajduje się na niebieskim tle. Dawny herb Lwówka Śląskiego zawiera zatem wszystkie kolory tworzące współczesną flagę miasta. Na fladze kolor błękitny znajduje się u dołu.

## Barwy
Barwy flagi gminy i miasta Lwówek Śląski według statutu gminy i miasta Lwówek Śląski:
| Barwa     | RAL  | CMYK      | RGB         |
| --------- | ---- | --------- | ----------- |
| żółty     | 1026 | 0/0/100/0 | 255/255/0   |
| biały     | 9016 | 0/0/0/0   | 255/255/255 |
| niebieski | 5024 | 60/40/0/0 | 101/153/255 |

## Status Flagi
Obecna flaga Lwówka Śląskiego jest sprzeczna z polską tradycją heraldyczną i weksylologiczną, stanowiącą, że flaga może składać się jedynie z barw użytych w herbie. Statut gminy i miasta Lwówek Śląski z 31 maja 2012 r. §5.5. stanowi: „Wzorce herbu, flagi, hejnału i pieczęci są znakami prawnie chronionymi. Komercyjne ich rozpowszechnianie wymaga pisemnej zgody Burmistrza Gminy i Miasta Lwówek Śląski.”.